# 大切な願い
「大切な願い」（たいせつなねがい）は、CooRieの1枚目のシングル。2003年2月26日にLantisから発売された。

## 概要
自身のデビューシングルであり、作詞、作曲をメンバーのrino、長田直之が担当している。表題曲「大切な願い」は、テレビアニメ『ななか6/17』のエンディングテーマとして使用された。CDジャケットには、霧里七華と、彼女の6歳時の人格"きりさとななか"がプリントされている。

## 収録曲
（全作詞：rino、作曲・編曲：長田直之）
1. 大切な願い [4:15]
  - テレビアニメ『ななか6/17』エンディングテーマ
2. 君とナキムシ [4:33]
3. 大切な願い（off vocal）
4. 君とナキムシ（off vocal）

## 収録作品
| 曲名                  | 収録アルバム                          |
| --------------------- | ------------------------------------- |
| 大切な願い（TV size） | ななか6/17 オリジナルサウンドトラック |
| 大切な願い            | 秋やすみ                              |